# Helios Strategia

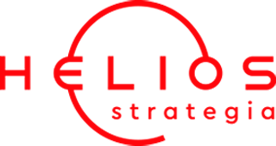
Helios Strategia: логотип компанії

Helios Strategia LLC — міжнародний EPC-контрактор у проектах сонячної енергетики, входить до складу Helios Strategia Group [Архівовано 7 квітня 2020 у Wayback Machine.]. Головний офіс групи компаній знаходиться в м. Дніпро, Україна.
Компанія входить в топ-3 найкращих генпідрядників у проектах відновлюваної енергетики за версією GetMarket, має найвищий рівень акредитації від Украгзбанку та заявляє про понад 400 МВт реалізованих проектів сонячної енергетики в усьому світі за EPC-контрактом (станом на 2020 рік), серед яких — станції для канадських інвесторів, корейських інвесторів, найпівнічніша сонячна електростанція в світі та інші проєкти. Helios Strategia Group заявляє, що загальна потужність проектів сонячних електростанцій, у яких група компаній фрагментарно взяла участь (постачання обладнання, проектування, будівництво тощо), досягає 1 ГВт. Таким чином, сонячні електростанції, що входять до портфоліо проектів Helios Strategia Group, щогодини скорочують викиди CO2 на 1 250 000 000 кг.

## Історія та географія діяльності
Хоч і Helios Strategia Group заявляє про "12-річний досвід роботи на міжнародному ринку", достеменно відомо, що діяльність на території України компанія почала в 2011 році з реалізації проекту дахової сонячної електростанції Gril Solar Roof в м. Дніпро.

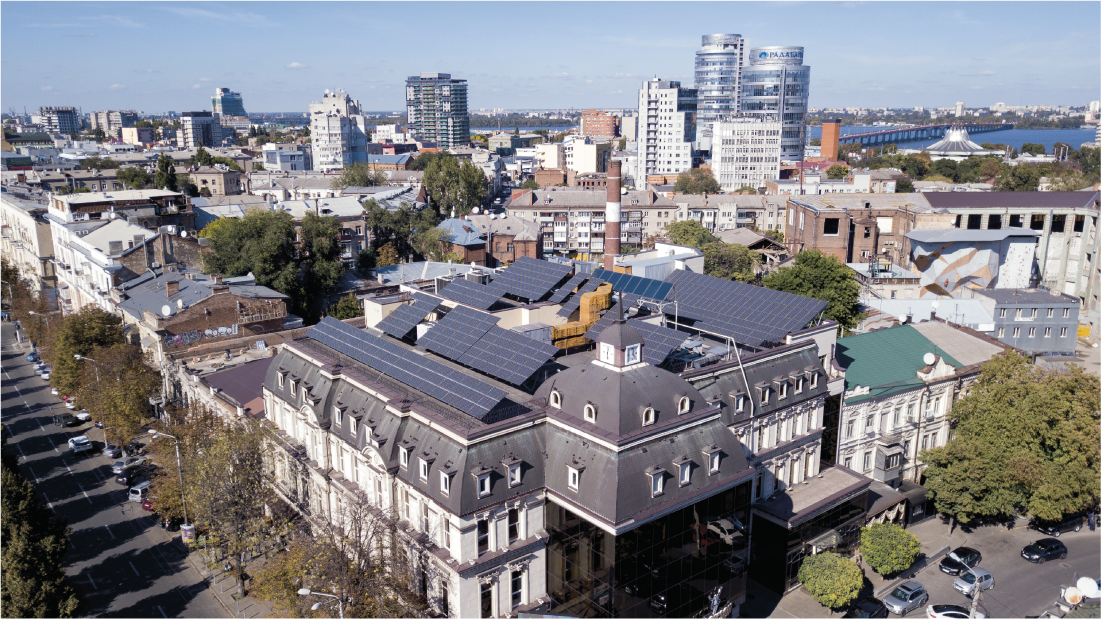
Gril (Barricade st.) Solar Roof, 75 kWp: перша сонячна електростанція, побудована Helios Strategia в Україні